# Världsmästerskapen i nordisk skidsport 2005
Världsmästerskapen i nordisk skidsport 2005 arrangerades mellan den 16 och 27 februari 2005 i Oberstdorf i förbundslandet Bayern i Tyskland.

## Längdskidåkning herrar

### 1,2 km sprint
22 februari 2005
| Medalj | Tävlande                     | Tid |
| Guld   | Vasilij Rotjev, Ryssland     |     |
| Silver | Tor Arne Hetland, Norge      |     |
| Brons  | Thobias Fredriksson, Sverige |     |

### 6 x 1,2 km sprintstafett
25 februari 2005
| Medalj | Lag                                         | Tid     |
| Guld   | Norge (Tore Ruud Hofstad, Tor Arne Hetland) | 14.08,6 |
| Silver | Tyskland (Jens Filbrich, Axel Teichmann)    | 14.12,4 |
| Brons  | Tjeckien (Dusan Kozisek, Martin Koukal)     | 14.13,4 |

### 15 km fritt
17 februari 2005
| Medalj | Tävlande                       | Tid     |
| Guld   | Pietro Piller Cottrer, Italien | 34.44,9 |
| Silver | Fulvio Valbusa, Italien        | 35.00,9 |
| Brons  | Tore Ruud Hofstad, Norge       | 35.03,9 |

### 15 km + 15 km dubbeljakt
20 februari 2005
| Medalj | Tävlande                  | Tid       |
| Guld   | Vincent Vittoz, Frankrike | 1:19.20,5 |
| Silver | Giorgio di Centa, Italien | 1:19.21,3 |
| Brons  | Frode Estil, Norge        | 1:19.21,3 |

### 50 km klassisk stil, masstart
27 februari 2005
| Medalj | Tävlande                   | Tid       |
| Guld   | Frode Estil, Norge         | 2:30.10,1 |
| Silver | Anders Aukland, Norge      | 2:30.10,8 |
| Brons  | Odd-Bjørn Hjelmeset, Norge | 2:30.11,5 |

### 4 x 10 km stafett
24 februari 2005
| Medalj | Lag                                                                                 | Tid       |
| ------ | ----------------------------------------------------------------------------------- | --------- |
| Guld   | Norge (Odd-Bjørn Hjelmeset, Frode Estil, Lars Berger, Tore Ruud Hofstad)            | 1:39.04,4 |
| Silver | Tyskland (Jens Filbrich, Andreas Schlütter, Tobias Angerer, Axel Teichmann)         | 1:39.22,1 |
| Brons  | Ryssland (Nikolaj Pankratov, Vasilij Rotjev, Jevgenij Dementiev, Nikolaj Bolsjakov) | 1:39.23,1 |

## Längdskidåkning damer

### 0,9 km sprint
22 februari 2005
| Medalj | Tävlande                | Tid |
| Guld   | Emelie Öhrstig, Sverige |     |
| Silver | Lina Andersson, Sverige |     |
| Brons  | Sara Renner, Kanada     |     |

### 6 x 0,9 km sprintstafett
25 februari 2005
| Medalj | Lag                                                 | Tid     |
| Guld   | Norge (Hilde Gjermundshaug Pedersen, Marit Bjørgen) | 12.19,7 |
| Silver | Finland (Riitta Liisa Lassila, Pirjo Manninen)      | 12.22,5 |
| Brons  | Ryssland (Julia Tjepalova, Alena Sidko)             | 12.23,3 |

### 10 km fritt
17 februari 2005
| Medalj | Tävlande                      | Tid     |
| Guld   | Kateřina Neumannová, Tjeckien | 26.27,6 |
| Silver | Julia Tjepalova, Ryssland     | 26.28,8 |
| Brons  | Marit Bjørgen, Norge          | 26.42,8 |

### 7,5 km + 7,5 km dubbeljakt
19 februari 2005
| Medalj | Tävlande                      | Tid     |
| Guld   | Julia Tjepalova, Ryssland     | 42.16,8 |
| Silver | Marit Bjørgen, Norge          | 42.32,5 |
| Brons  | Kristin Størmer Steira, Norge | 42.42,7 |

### 30 km klassisk stil, masstart
26 februari 2005
| Medalj | Tävlande                             | Tid       |
| Guld   | Marit Bjørgen, Norge                 | 1:27.05,8 |
| Silver | Virpi Kuitunen, Finland              | 1:27.14,7 |
| Brons  | Natalia Baranova-Masolkina, Ryssland | 1:27.16,1 |

### 4 x 5 km stafett
21 februari 2005
| Medalj | Lag                                                                                                 | Tid     |
| ------ | --------------------------------------------------------------------------------------------------- | ------- |
| Guld   | Norge (Vibeke Skofterud, Hilde Gjermundshaug Pedersen, Kristin Størmer Steira, Marit Bjørgen)       | 57.15,7 |
| Silver | Ryssland (Larisa Kurkina, Natalia Baranova-Masolkina, Jevgenia Medvedeva-Abruzova, Julia Tjepalova) | 57.23,3 |
| Brons  | Italien (Gabriella Paruzzi, Antonella Confortola, Sabina Valbusa, Arianna Follis)                   | 58.05,4 |

## Nordisk kombination

### 7,5 km sprint
27 februari 2005
| Medalj | Tävlande                  | Tid     |
| Guld   | Ronny Ackermann, Tyskland | 20.15,6 |
| Silver | Magnus Moan, Norge        | 20.26,7 |
| Brons  | Kristian Hammer, Norge    | 20.53,3 |

### 15 km
18 februari 2005
| Medalj | Tävlande                   | Tid     |
| Guld   | Ronny Ackermann, Tyskland  | 38.56,2 |
| Silver | Björn Kircheisen, Tyskland | 38.57,6 |
| Brons  | Felix Gottwald, Österrike  | 38.59,4 |

### 4 x 5 km stafett
23 februari 2005
| Medalj | Lag                                                                            | Tid     |
| ------ | ------------------------------------------------------------------------------ | ------- |
| Guld   | Norge (Petter Tande, Håvard Klemetsen, Magnus Moan, Kristian Hammer)           | 49.45,5 |
| Silver | Tyskland (Sebastian Haseney, Georg Hettich, Björn Kircheisen, Ronny Ackermann) | 49.52,6 |
| Brons  | Österrike (Michael Gruber, Christoph Bieler, David Kreiner, Felix Gottwald)    | 49.52,9 |

## Backhoppning

### Normalbacke
19 februari 2005
| Medalj | Tävlande                | Poäng |
| Guld   | Rok Benkovič, Slovenien | 256,0 |
| Silver | Jakub Janda, Tjeckien   | 249,5 |
| Brons  | Janne Ahonen, Finland   | 249,0 |

### Stora backen
25 februari 2005
| Medalj | Tävlande              | Poäng |
| Guld   | Janne Ahonen, Finland | 313,2 |
| Silver | Roar Ljøkelsøy, Norge | 306,2 |
| Brons  | Jakub Janda, Tjeckien | 304,2 |

### Lagtävling normalbacke
20 februari 2005
| Medalj | Lag                                                                                 | Poäng |
| ------ | ----------------------------------------------------------------------------------- | ----- |
| Guld   | Österrike (Wolfgang Loitzl, Andreas Widhölzl, Thomas Morgenstern, Martin Höllwarth) | 970,5 |
| Silver | Tyskland (Michael Neumayer, Martin Schmitt, Michael Uhrmann, Georg Späth)           | 964,0 |
| Brons  | Slovenien (Primož Peterka, Jure Bogataj, Rok Benkovič, Jernej Damjan)               | 929,5 |

### Lagtävling stora backen
26 februari 2005
| Medalj | Lag                                                                                 | Poäng  |
| ------ | ----------------------------------------------------------------------------------- | ------ |
| Guld   | Österrike (Wolfgang Loitzl, Andreas Widhölzl, Thomas Morgenstern, Martin Höllwarth) | 1137,3 |
| Silver | Finland (Risto Jussilainen, Tami Kiuru, Matti Hautamäki, Janne Ahonen)              | 1122,9 |
| Brons  | Norge (Bjørn Einar Romøren, Sigurd Pettersen, Lars Bystøl, Roar Ljøkelsøy)          | 1113,5 |

## Medaljligan
| Placering | Nation    | Guld | Silver | Brons | Totalt |
| --------- | --------- | ---- | ------ | ----- | ------ |
| 1         | Norge     | 7    | 5      | 7     | 19     |
| 2         | Tyskland  | 2    | 5      | 0     | 7      |
| 3         | Ryssland  | 2    | 2      | 3     | 7      |
| 4         | Österrike | 2    | 0      | 2     | 4      |
| 5         | Finland   | 1    | 3      | 1     | 5      |
| 6         | Italien   | 1    | 2      | 1     | 4      |
| 7         | Tjeckien  | 1    | 1      | 2     | 4      |
| 8         | Sverige   | 1    | 1      | 1     | 3      |
| 9         | Slovenien | 1    | 0      | 1     | 2      |
| 10        | Frankrike | 1    | 0      | 0     | 1      |
| 11        | Kanada    | 0    | 0      | 1     | 1      |